# Герб Астраханської області

Герб Астраханської області

Герб Астраханської області — символ Астраханської області. Прийнято 17 грудня 2001 року.

## Опис
Герб Астраханської області являє собою чотирикутний, із закругленими нижніми кутами, загострений у краї геральдичний щит. У блакитному полі щита — золота корона, що складається з обруча із трьома видимими листоподібними зубцями й золотий митри, скріпленої п'ятьма видимими дугами прикрашеними перлами й із зеленою підбивкою. Митра увінчана золотою кулькою із хрестом. Під короною срібний із золотим руків'ям східний меч вістрям вправо. Щит увінчаний царським вінцем — Астраханською шапкою.